# Макклелланд, Джимми
Джеймс Маккле́лланд (англ. James McClelland; 11 мая 1903 — 1976), более известный как Джи́мми Маккле́лланд (англ. Jimmy McClelland) — шотландский футболист, нападающий.

## Футбольная карьера
Уроженец Дайзарта, Файф, Макклелланд начал футбольную карьеру в шотландских клубах «Росслин» и «Рэйт Роверс».
В 1923 году стал игроком английского «Саутенд Юнайтед», выступавшего в Третьем южном дивизионе Футбольной лиги. Провёл за команду 29 матчей и забил 22 мяча.
В марте 1925 года перешёл в «Мидлсбро». В сезоне 1926/27 помог команде выиграть Второй дивизион. Выступал за команду до 1928 года, сыграв в 85 матчах и забив 49 мячей.
В марте 1928 года «Болтон Уондерерс» приобрёл Макклелланда за 6300 фунтов стерлингов. 17 марта 1928 года дебютировал в составе «Болтона» в матче против «Бернли», выйдя на позиции центрфорварда, и отметился забитым мячом (матч завершился вничью 2:2). Он сыграл во всех оставшихся матчах сезона, забив 8 мячей в 10 матчах, а «Болтон» занял 7-е место в Первом дивизионе. После плохого начала сезона 1928/29 главный тренер «Уондерерс» Чарльз Фаурейкер переместил Макклелланда с позиции центрфорварда на позицию правого инсайда. В 1929 году он помог команде выиграть Кубок Англии, победив в финальном матче «Портсмут». В общей сложности провёл за «Болтон Уондерерс» 65 матчей и забил 19 мячей.
В октябре 1929 года стал игроком клуба «Престон Норт Энд», заплатившего за переход шотландского нападающего 5000 фунтов стерлингов. Провёл за команду 55 матчей и забил 22 мяча.
В феврале 1931 года перешёл в «Блэкпул». 21 февраля 1931 года дебютировал за команду в матче против своей бывшей команды «Болтон Уондерерс», отличившись забитым мячом (матч завершился вничью 3:3). В оставшейся части сезона сыграл ещё 12 матчей и забил 3 мяча, в том числе «дубль» в ворота «Манчестер Юнайтед» 21 марта 1931 года. В следующем сезоне провёл 15 матчей и забил 5 мячей. В сезоне 1932/33 |провёл за команду 41 матч и забил 17 мячей.
Летом 1933 года перешёл в клуб Второго дивизиона «Брэдфорд Парк Авеню». Провёл в команде три сезона, сыграв 107 матчей и забив 10 мячей.
В июне 1936 года 33-летний Макклелланд перешёл в «Манчестер Юнайтед». 2 сентября 1936 года дебютировал за «Юнайтед» в матче Первого дивизиона против «Хаддерсфилд Таун» на стадионе «Лидс Роуд». 6 марта 1933 года забил свой первый (и единственный) гол за «Юнайтед» в матче против «Сток Сити» на стадионе «Олд Траффорд». Всего в сезоне 1936/37 провёл за «Манчестер Юнайтед» 5 матчей. По завершении сезона завершил карьеру игрока, после чего работал в тренерском штабе «Манчестер Юнайтед».

## Достижения
Мидлсбро
- Победитель Второго дивизиона: 1926/27

Болтон Уондерерс
- Обладатель Кубка Англии: 1929

## Статистика выступлений
| Клуб                | Сезон            | Лига | Лига | Кубок | Кубок | Итого | Итого |
| Клуб                | Сезон            | Игры | Голы | Игры  | Голы  | Игры  | Голы  |
| ------------------- | ---------------- | ---- | ---- | ----- | ----- | ----- | ----- |
| Рэйт Роверс         | 1922/23          | 1    | 0    | 0     | 0     | 1     | 0     |
| Рэйт Роверс         | Итого            | 1    | 0    | 0     | 0     | 1     | 0     |
| Саутенд Юнайтед     | 1923/24          | 3    | 1    | 0     | 0     | 3     | 1     |
| Саутенд Юнайтед     | 1924/25          | 23   | 16   | 3     | 5     | 26    | 21    |
| Саутенд Юнайтед     | Итого            | 26   | 17   | 3     | 5     | 29    | 22    |
| Мидлсбро            | 1924/25          | 4    | 1    | 0     | 0     | 4     | 1     |
| Мидлсбро            | 1925/26          | 38   | 32   | 2     | 6     | 40    | 38    |
| Мидлсбро            | 1926/27          | 20   | 5    | 0     | 0     | 20    | 5     |
| Мидлсбро            | 1927/28          | 19   | 5    | 2     | 0     | 21    | 5     |
| Мидлсбро            | Итого            | 81   | 43   | 4     | 6     | 85    | 49    |
| Болтон Уондерерс    | 1927/28          | 10   | 8    | 0     | 0     | 10    | 8     |
| Болтон Уондерерс    | 1928/29          | 39   | 9    | 8     | 1     | 47    | 10    |
| Болтон Уондерерс    | 1929/30          | 8    | 1    | 0     | 0     | 8     | 1     |
| Болтон Уондерерс    | Итого            | 57   | 18   | 8     | 1     | 65    | 19    |
| Престон Норт Энд    | 1929/30          | 25   | 10   | 1     | 0     | 26    | 10    |
| Престон Норт Энд    | 1930/31          | 28   | 12   | 1     | 0     | 29    | 12    |
| Престон Норт Энд    | Итого            | 53   | 22   | 2     | 0     | 55    | 22    |
| Блэкпул             | 1930/31          | 13   | 4    | 0     | 0     | 13    | 4     |
| Блэкпул             | 1931/32          | 15   | 5    | 0     | 0     | 15    | 5     |
| Блэкпул             | 1932/33          | 38   | 15   | 3     | 2     | 41    | 17    |
| Блэкпул             | Итого            | 66   | 24   | 3     | 2     | 69    | 26    |
| Брэдфорд Парк Авеню | 1933/34          | 33   | 4    | 1     | 0     | 34    | 4     |
| Брэдфорд Парк Авеню | 1934/35          | 36   | 2    | 1     | 0     | 37    | 2     |
| Брэдфорд Парк Авеню | 1935/36          | 31   | 4    | 6     | 0     | 37    | 4     |
| Брэдфорд Парк Авеню | Итого            | 100  | 10   | 7     | 0     | 107   | 10    |
| Манчестер Юнайтед   | 1936/37          | 5    | 1    | 0     | 0     | 5     | 1     |
| Манчестер Юнайтед   | Итого            | 5    | 1    | 0     | 0     | 5     | 1     |
| Всего за карьеру    | Всего за карьеру | 389  | 135  | 28    | 14    | 417   | 149   |